# Lishan
Lishan (en chino:立山区, pinyin:Lìshān qū, lit:monte Li) es un distrito urbano bajo la administración directa de la ciudad-prefectura de Anshan. Se ubica en la provincia de Liaoning , noreste de la República Popular China . Su área es de 55 km² y su población total para 2010 fue +400 mil habitantes.

## Administración
El distrito de Lishan se divide en 9 pueblos que se administran en 8 subdistritos y 1 poblado.